# Ljungbrokvecklare
Ljungbrokvecklare (Phiaris schulziana) är en fjärilsart som först beskrevs av Fabricius 1776.  Ljungbrokvecklare ingår i släktet Phiaris, och familjen vecklare. Arten är reproducerande i Sverige.